# La Famille Tenenbaum
Pour plus de détails, voir Fiche technique et Distribution.
La Famille Tenenbaum (The Royal Tenenbaums) est un film américain réalisé par Wes Anderson sorti en 2001. C'est le troisième long-métrage du réalisateur. Le film suit la vie des trois enfants Tenenbaum qui ont tous connu un grand succès dans leur jeunesse avant de subir des déceptions et des échecs à l'âge adulte. Royal, leur père absent depuis vingt-deux ans, revient en prétextant une maladie et toute la famille Tenenbaum se retrouve réunie dans la maison familiale, ce qui va provoquer de nombreuses tensions.
C'est la deuxième collaboration d'Anderson avec l'acteur Bill Murray qui apparaît dans tous les films du réalisateur à l'exception du premier. La musique originale est composée par Mark Mothersbaugh. Le film aborde les thèmes de la famille dysfonctionnelle, la limite floue entre l'enfance et l'âge d'adulte, l'amitié, l'amour, l'échec, la mort et le deuil.
Les résultats au box-office sont bons, le film reste le plus grand succès d'Anderson durant plus de dix ans avant d'être dépassé par The Grand Budapest Hotel en 2014. Le film est bien noté par les spectateurs et reçoit un accueil positif de la part des critiques de cinéma qui saluent en particulier la performance de Gene Hackman dans le rôle de Royal Tenenbaum.

## Synopsis
Dans une ville ressemblant à New York, Royal Tenenbaum et son épouse, Etheline, se séparent à la fin des années 1970. Elle le chasse de la maison, lassée de ses mensonges et infidélités ; cependant le divorce n'est pas officialisé. Les trois enfants du couple sont élevés par Etheline seule et connaissent une grande réussite dans leur jeunesse : Chas est un génie de la finance, Margot, fille adoptive, écrit des pièces de théâtre à succès, et Richie, le fils préféré de Royal, est un champion de tennis. Leur jeune voisin Eli Cash fait presque partie de la famille.
On retrouve les protagonistes vingt-deux ans plus tard au début des années 2000. Royal, sans le sou, doit bientôt quitter l'hôtel où il habite. Tous les enfants Tenenbaum traversent une période difficile. Eli est devenu un romancier connu, mais se drogue.  Richie a abandonné le tennis et fait le tour du monde en bateau, depuis toujours désespérément amoureux de Margot. Margot n'écrit plus de pièces et déprime dans sa baignoire, incomprise par son mari Raleigh St. Clair, un neurologue plus âgé qu'elle qui étudie le comportement d'un jeune autiste nommé Dudley Heinsbergen. Chas ne se remet pas de la mort de son épouse Rachael récemment tuée dans un accident d'avion et il surprotège ses deux fils, Ari et Uzi. Etheline est devenue archéologue, soudain demandée en mariage par son ami de longue date et comptable, Henry Sherman. Royal est informé de cette nouvelle par Pagoda, le serviteur indien de la maison Tenenbaum, qui lui est resté fidèle.
Chas, obsédé par les questions de sécurité, revient habiter chez sa mère avec ses deux enfants. Déprimée, Margot fait de même et on apprend qu'elle a une liaison amoureuse avec Eli. Royal ne veut  pas que son épouse se remarie. Pour se rapprocher d'elle, il lui fait croire qu'il est malade et qu'il ne lui reste plus que six semaines à vivre. Informé de cette nouvelle, Richie revient aussi vivre chez sa mère. Royal veut se réconcilier avec ses enfants et faire la connaissance de ses petits-enfants, mais Chas refuse qu'il les voie. Royal les rencontre secrètement et les amène à faire changer d'avis leur père. Royal et sa famille se recueillent sur les tombes de la mère de Royal et de l'épouse de Chas. Expulsé de son hôtel, Royal vient s'installer dans la chambre de Richie avec le matériel médical destiné à soigner son cancer de l'estomac imaginaire.
Raleigh pense que Margot a un amant et en informe Richie, qui, de colère, brise une vitre et se blesse. Considérant que Chas protège trop ses enfants, Royal les entraîne dans des activités un peu risquées pour les distraire et les endurcir. Il tente de chasser Henry de la maison avec des remarques désobligeantes, mais celui-ci lui résiste et découvre que la maladie de Royal est simulée. Il révèle la supercherie à la famille qui  chasse aussitôt Royal. 
Margot rompt avec Eli. Raleigh apprend par le détective privé qu'il a engagé pour suivre Margot qu'elle fume depuis ses 12 ans, a eu de nombreux partenaires sexuels dont une femme et l'a trompé avec Eli. Bouleversé lui aussi par ces révélations, Richie s'ouvre les veines. Il est emmené à l’hôpital dont il s'échappe pour avouer enfin son amour à Margot. Il révèle ensuite à son père cet amour. Eli doit partir en cure de désintoxication, mais s'enfuit. Royal accepte enfin de divorcer. Le jour du mariage d'Henry et Etheline, Eli surgit à grande vitesse au volant de sa voiture et percute la maison, manquant d'écraser Ari et Uzi sauvés de justesse par Royal, mais leur chien est tué. Furieux, Chas se bat avec Eli. Une fois calmés, les deux hommes conviennent qu'ils ont besoin d'une aide psychologique.
Henry et Etheline se marient deux jours après l'accident. Eli part en cure de désintoxication, Richie devient professeur de tennis, Margot publie une nouvelle pièce et Chas arrête de surprotéger ses enfants. Royal parvient à créer une relation avec ses enfants et petits-enfants et quand il meurt d'une crise cardiaque quelques mois plus tard en 2001 à 68 ans, il est réconcilié avec toute sa famille.

## Fiche technique
- Titre original : The Royal Tenenbaums
- Titre français : La Famille Tenenbaum
- Réalisation : Wes Anderson
- Scénario : Wes Anderson, Owen Wilson
- Direction artistique : Carl Sprague
- Photographie : Robert D. Yeoman
- Décors : David Wasco
- Montage : Daniel R. Padgett, Dylan Tichenor (en)
- Musique : Mark Mothersbaugh
- Production : Wes Anderson, Barry Mendel, Scott Rudin
- Sociétés de production : Touchstone Pictures, American Empirical Pictures
- Pays de production :  États-Unis
- Langues originale : anglais, et secondairement italien[n 1]
- Budget : 21 000 000 $[1]
- Format : couleurs - 2,39:1
- Durée : 109 minutes
- Dates de sortie :
  - États-Unis : 14 décembre 2001
  - France : 13 mars 2002
- Classification :
  - France : tous publics[2]
  - Royaume-Uni : interdit aux moins de 15 ans[3]

## Distribution
- Gene Hackman (VF : Jacques Richard) : Royal Tenenbaum
- Anjelica Huston (VF : Monique Thierry) : Etheline Tenenbaum
- Gwyneth Paltrow (VF : Barbara Kelsch) : Margot Tenenbaum
- Irene Gorovaia (en) : Margot Tenenbaum enfant
- Ben Stiller (VF : Maurice Decoster) : Chas Tenenbaum
- Aram Aslanian-Persico : Chas Tenenbaum enfant
- Luke Wilson (VF : Patrick Mancini) : Richie Tenenbaum
- Amedeo Turturro : Richie Tenenbaum enfant
- Owen Wilson (VF : Éric Legrand) : Eli Cash
- James Fitzgerald : Eli Cash enfant
- Danny Glover (VF : Richard Darbois) : Henry Sherman
- Bill Murray (VF : Gabriel Le Doze) : Raleigh St. Clair
- Alec Baldwin (VF : Hervé Jolly) : narrateur
- Seymour Cassel : Dusty / Dr McClure, le faux médecin
- Kumar Pallana : Pagoda
- Grant Rosenmeyer (en) : Ari Tenenbaum, fils de Chas
- Jonah Meyerson (en) : Uzi Tenenbaum, fils de Chas
- Stephen Lea Sheppard (en) : Dudley Heinsbergen
- Al Thompson : Walter Sherman, fils d'Henry

Acteurs principaux
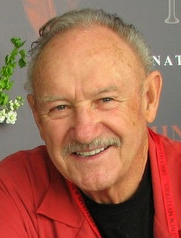
Gene Hackman en 2008.
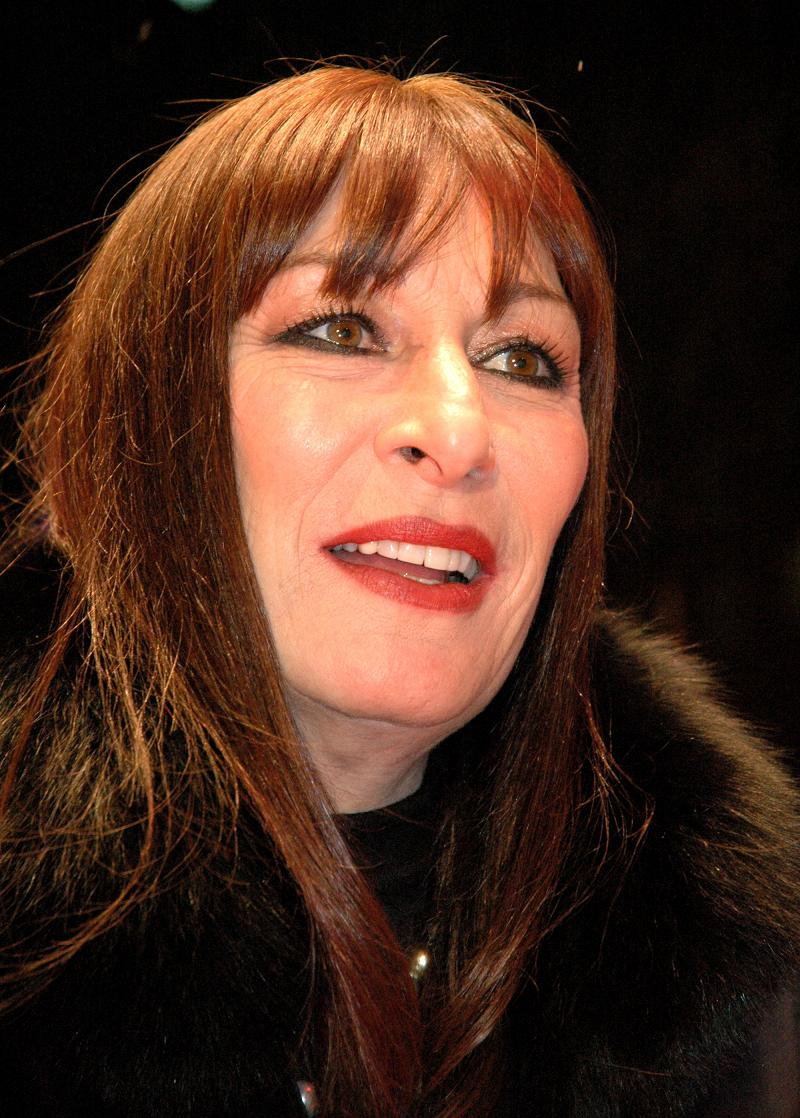
Anjelica Huston en 2005.
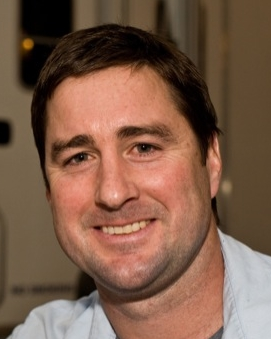
Luke Wilson en 2009.
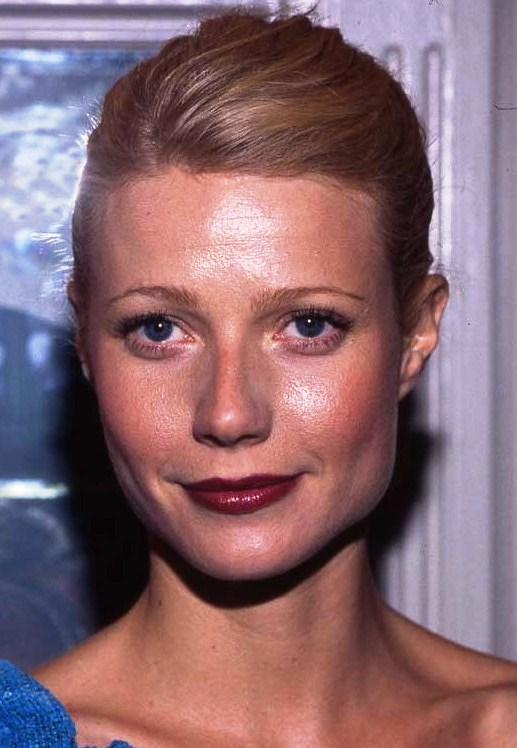
Gwyneth Paltrow en 2000.
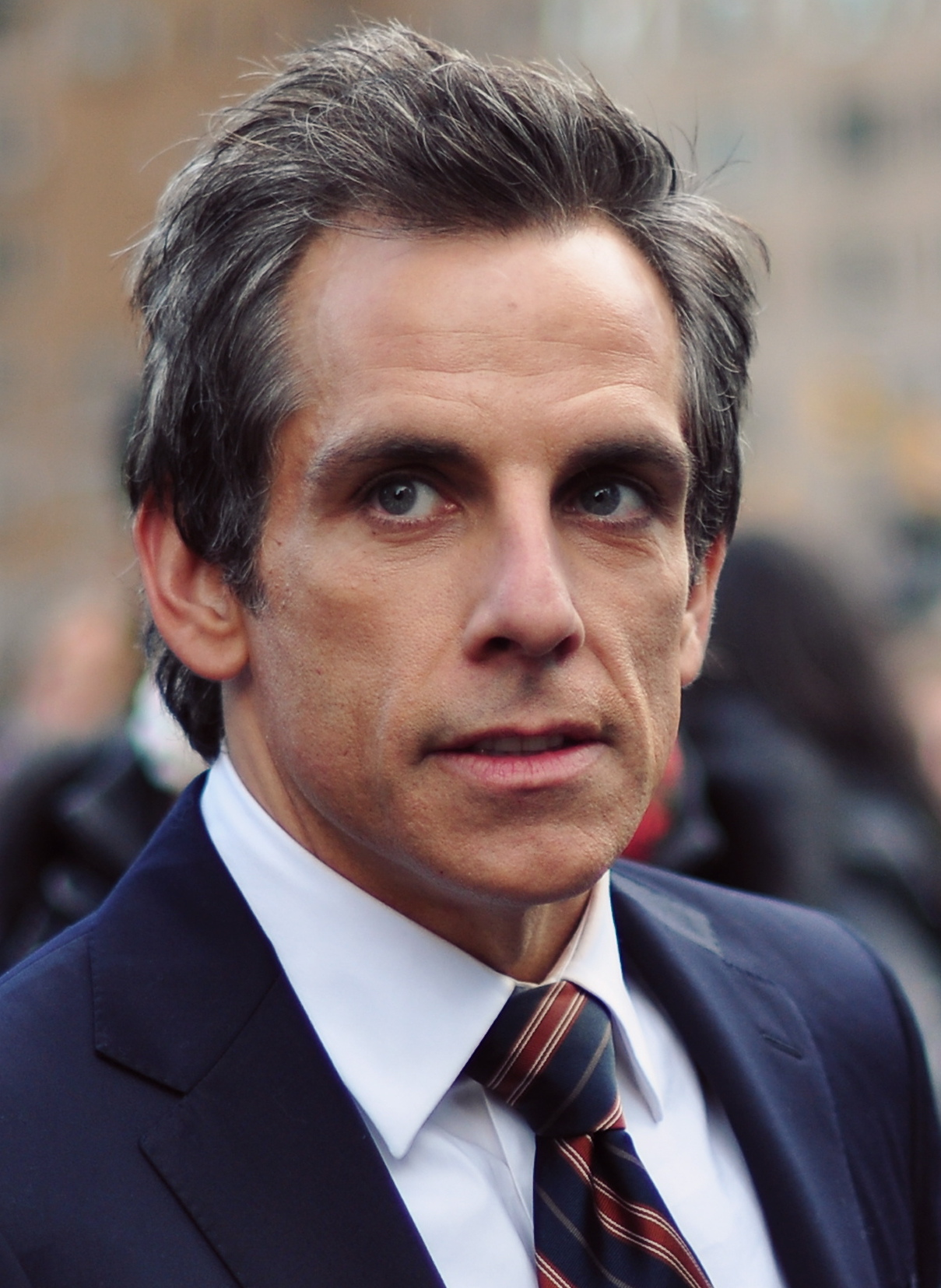
Ben Stiller en 2010.
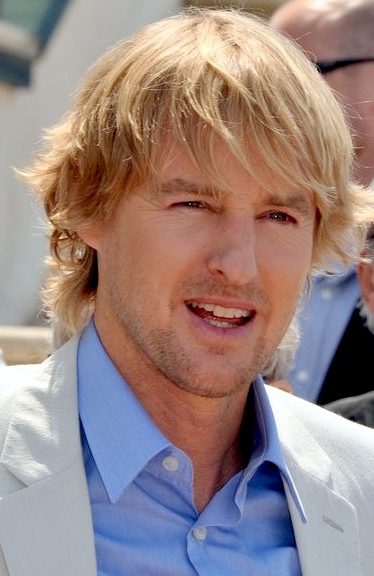
Owen Wilson en 2011.
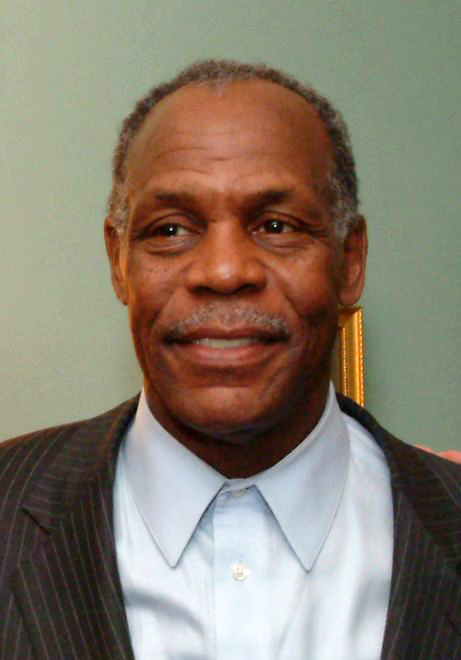
Danny Glover en 2008.
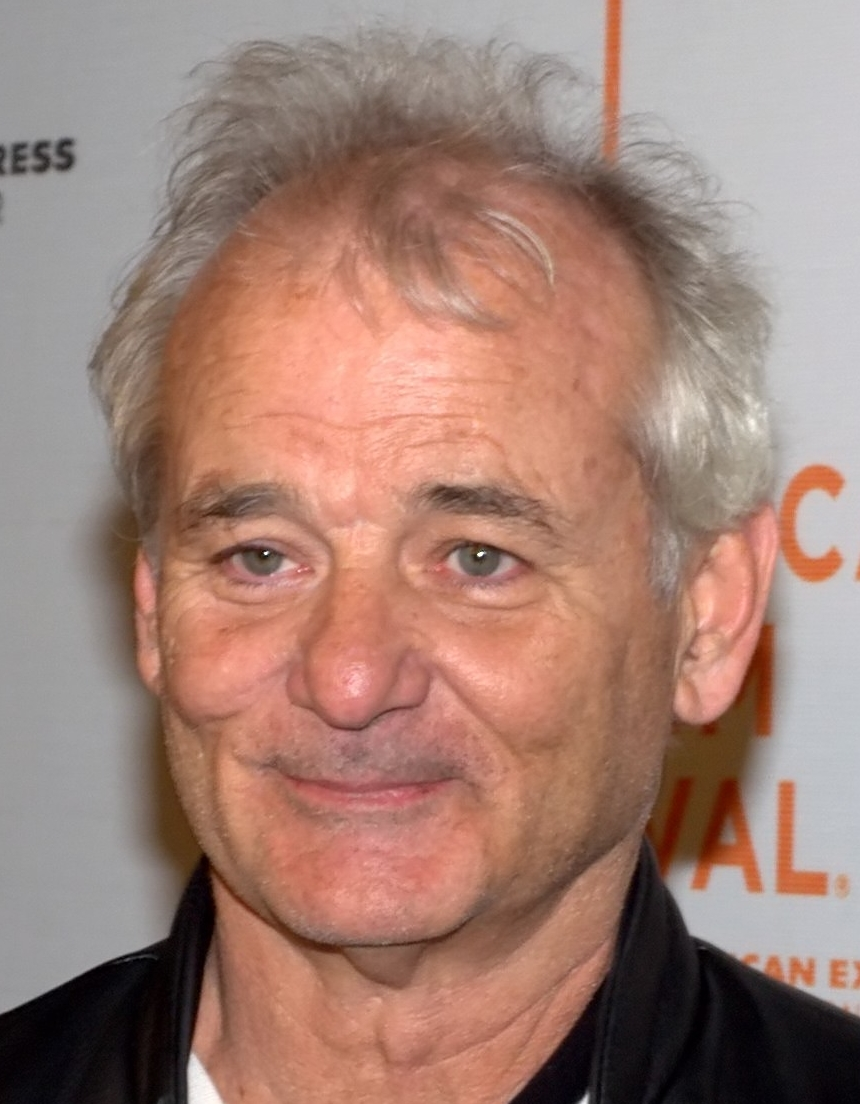
Bill Murray en 2010.

## Personnages
- Royal Tenenbaum, joué par Gene Hackman, est le père de la famille Tenenbaum. Généralement dans un film de groupe, le personnage central est un homme équilibré entouré d'un groupe d'excentriques. Ici, c'est un personnage fantasque, un catalyseur, une sorte de force primitive[4]. Il a été chassé de la maison par sa femme Etheline lassée de ses mensonges. Il revient dans la maison familiale 22 ans plus tard non parce qu'il a changé d'attitude ou parce qu'il se sent seul (comme le suggère Richie) mais parce qu'il est expulsé de son hôtel pour des loyers impayés[5] et qu'il souhaite empêcher le mariage de sa femme avec Sherman[6],[7]. Il n'a jamais été un père aimant et attentif : il a détourné de l'argent de Chas, il a dénigré les premiers essais de théâtre de Margot, il a toujours favorisé Richie et il a eu de nombreuses relations extraconjugales[8]. Il est égoïste et ne se sent pas lié par une loyauté familiale comme quand il tire sur Chas (pourtant dans son équipe) avec une carabine à air comprimé en lui criant « Il n'y a pas d'équipe ! »[5],[9]. Il finit par croire à ses propres mensonges comme lorsqu'il affirme à Richie qu'il se sent une personne différente depuis qu'il est passé près de la mort alors que sa maladie était inventée[10]. Il préfère romancer sa vie plutôt que d'accepter la simple réalité, c'est pourquoi il choisit un nouveau mensonge comme épitaphe : « Mort tragiquement en sauvant sa famille du naufrage d'un cuirassé détruit[11]. » Hackman apprécie la complexité du personnage : « Il y a beaucoup de choses chez ce gars – il est compliqué. Il accepte sa mortalité et je pense qu'il admet avoir été si égoïste toute sa vie, et je pense qu'il est sincère quand il dit qu'il veut faire amende honorable et revenir avec sa famille et se sentir aimé[12]. »

- Etheline Tenenbaum, jouée par Anjelica Huston, est la mère de la famille Tenenbaum. Elle participe à la nature dysfonctionnelle de la famille : elle encourage ses enfants à faire des activités enrichissantes mais elle est aussi trop indulgente avec eux comme quand elle donne de l'argent à Chas sans poser de questions ou laisse Richie afficher de nombreux portraits de Margot[13]. Elle a écrit un livre sur les enfants surdoués intitulé Family of Geniuses[n 2] sans qu'on sache si elle est vraiment experte sur le sujet ou si elle relate juste son expérience personnelle avec ses trois enfants[14]. Elle est une présence rassurante au milieu de tous les comportements bizarres de son entourage, en particulier les machinations de Royal[14]. C'est une femme séduisante qui a eu plusieurs prétendants. Cependant, elle avoue à Sherman ne pas avoir eu de relations sexuelles depuis 18 ans, ce qui montre la grande influence négative de Royal qui l'a dégouté des hommes[14].

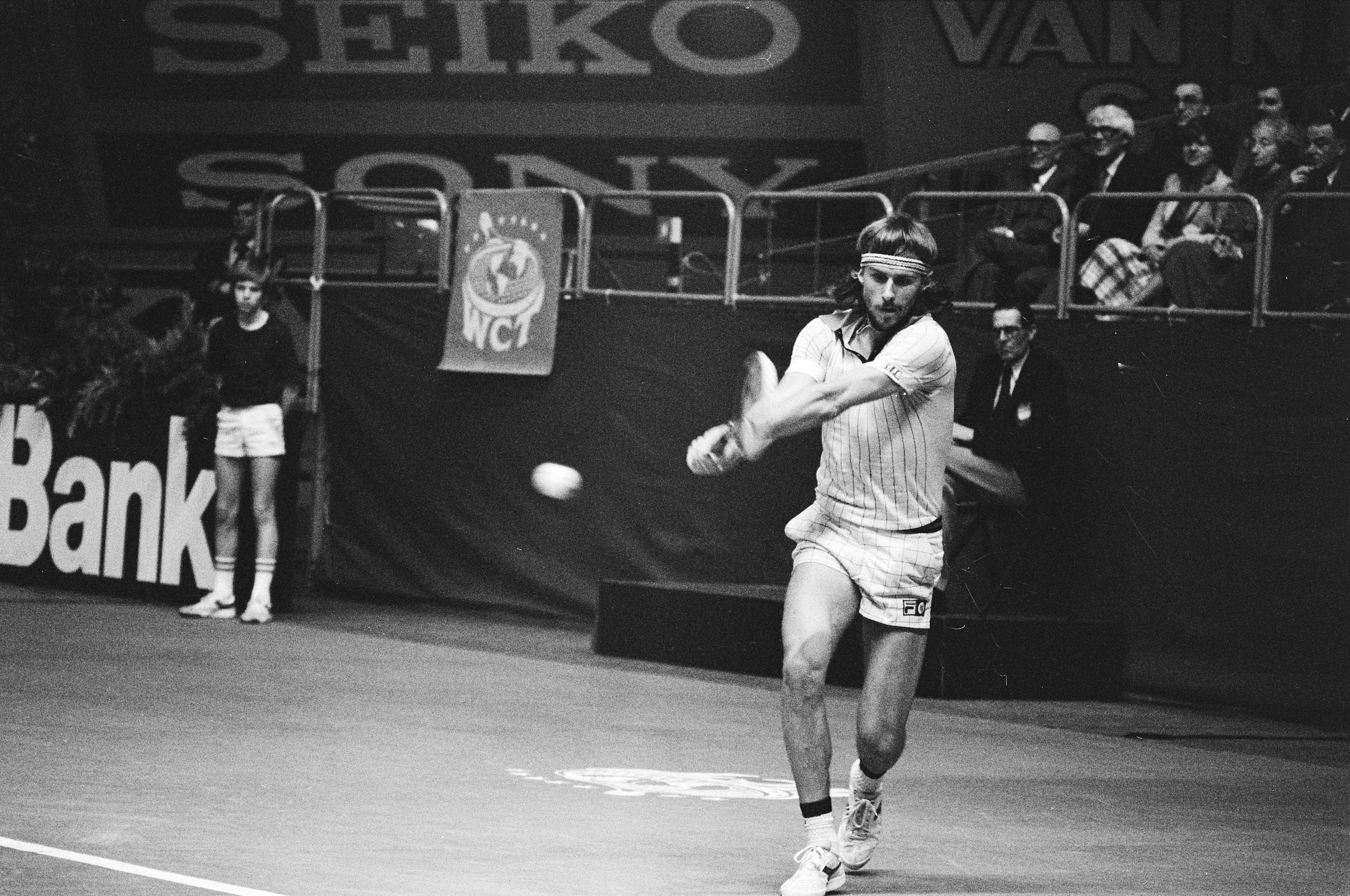
Björn Borg a inspiré le personnage de Richie.

- Richie Tenenbaum, joué par Luke Wilson, est un des deux fils de Royal et Etheline. Ancien champion de tennis, il est le seul des enfants Tenenbaum à être mondialement connu, il est surnommé « Baumer », cette notoriété est source de jalousie pour son frère Chas[15], d'autant plus que Richie est le fils préféré de leur père. Même des années après avoir arrêté la compétition, il continue de porter une tenue de tennis : polo, bandeau sur le front et serre-poignets[5]. Il possède un faucon nommé Mordecai sur le toit de la maison Tenenbaum[15]. Il est amoureux de sa sœur Margot, la nature incestueuse de ce sentiment rend leur union inacceptable par la société même si Margot n'est que sa sœur adoptive[15]. Le mariage de Margot avec Raleigh a provoqué la fin de sa carrière sportive lors d'un match mémorable où il a perdu complètement ses moyens et depuis il parcourt le monde sans but sur son bateau de croisière[15]. Lorsqu'il apprend les nombreuses liaisons amoureuses de Margot, il tente de se suicider parce que sa sœur lui parait inaccessible et qu'elle est différente de ce qu'il croyait[16].

- Chas Tenenbaum, joué par Ben Stiller, est un des deux fils de Royal et Etheline. Il est un génie de la finance depuis l'enfance, il a aussi créé une race de souris dalmatiennes. Il semble le plus mature des enfants Tenenbaum, il est le seul à avoir fondé sa propre famille : il a deux fils, Ari et Uzi, mais il a perdu sa femme dans un crash aérien[17]. Traumatisé par cet accident, il est devenu surprotecteur avec ses enfants qu'il habille de survêtements rouges identiques au sien, il leur impose notamment des exercices d'évacuation nocturne. Il vit dans un état de panique permanent et il est obsédé par la sécurité ce qui le pousse à revenir habiter la demeure familiale (qui n'est pourtant pas plus sécurisée que sa maison)[17]. Son comportement est le plus extrême des trois enfants Tenenbaum mais il est le seul à avoir subi un véritable traumatisme qui peut excuser son comportement[17].

- Margot Tenenbaum, jouée par Gwyneth Paltrow, est la fille adoptive de Royal et Etheline. Depuis l'enfance, elle est une autrice de théâtre talentueuse. Elle a un perdu un doigt lors d'un accident chez ses parents biologiques et depuis elle porte une prothèse en bois. Elle porte généralement une robe Lacoste et un manteau de fourrure[5]. Elle possède un caractère renfermé en grande partie dû au manque d'amour de son père. Toujours présentée par Royal comme sa fille adoptive, elle se sent rejetée. Royal, au lieu de l'encourager pour sa pièce de théâtre écrite à 11 ans, qualifie la pièce de « groupe de gamins habillés en costumes d'animaux[6] » et, même plus tard, il semble n'avoir jamais cru à son talent[10]. Elle se sent en concurrence avec ses deux frères, lorsque Chas retourne chez sa mère, elle demande à celle-ci pourquoi il a le droit de faire cela et elle finit par revenir habiter chez sa mère également[15]. Lorsque Royal est expulsé de la maison après que sa supercherie a été découverte, Margot reste indifférente à son sort, elle conserve le caractère insensible qu'on a vu jusqu'ici[15].

- Eli Cash, joué par Owen Wilson, est le voisin des Tenenbaum. C'est l'ami d'enfance de Richie et il est considéré  comme un membre de la famille sauf par Royal qui semble ne pas le connaître. A l'âge adulte, il porte un chapeau de cow-boy qui suggère un lien avec l'Ouest américain qu'il ne possède pas[18]. Avec son premier roman, il a eu un succès littéraire plus commercial que critique et il a écrit un deuxième roman intitulé Old Custer sur le général Custer. Il cherche la reconnaissance allant jusqu'à envoyer à Etheline ses notes scolaires et des articles de journaux le concernant[18]. Il a une liaison amoureuse avec Margot alors qu'elle est mariée avec Raleigh. Il trahit la confiance de Richie en révélant à Margot que Richie est amoureux d'elle[18]. Il avoue à Royal qu'il a toujours voulu être un Tenenbaum[10],[n 3].

- Raleigh St. Clair, joué par Bill Murray, est le mari de Margot, environ 20 ans plus âgé qu'elle. C'est un neurologue qui étudie le comportement d'un jeune patient autiste nommé Dudley Heinsbergen. On ne sait pas vraiment si les travaux de Raleigh ont un intérêt scientifique réel ou s'il est un charlatan qui utilise Dudley pour atteindre la reconnaissance académique ou un succès commercial[19]. Lorsque sa femme s'éloigne de lui, il se confie à Richie, ignorant que ce dernier est amoureux de Margot. Il est clairement blessé lorsque Margot retourne chez sa mère et encore plus lorsqu'il apprend toutes ses relations extraconjugales, son emploi du mot démodé « cocufier » souligne la différence d'âge du couple[19].

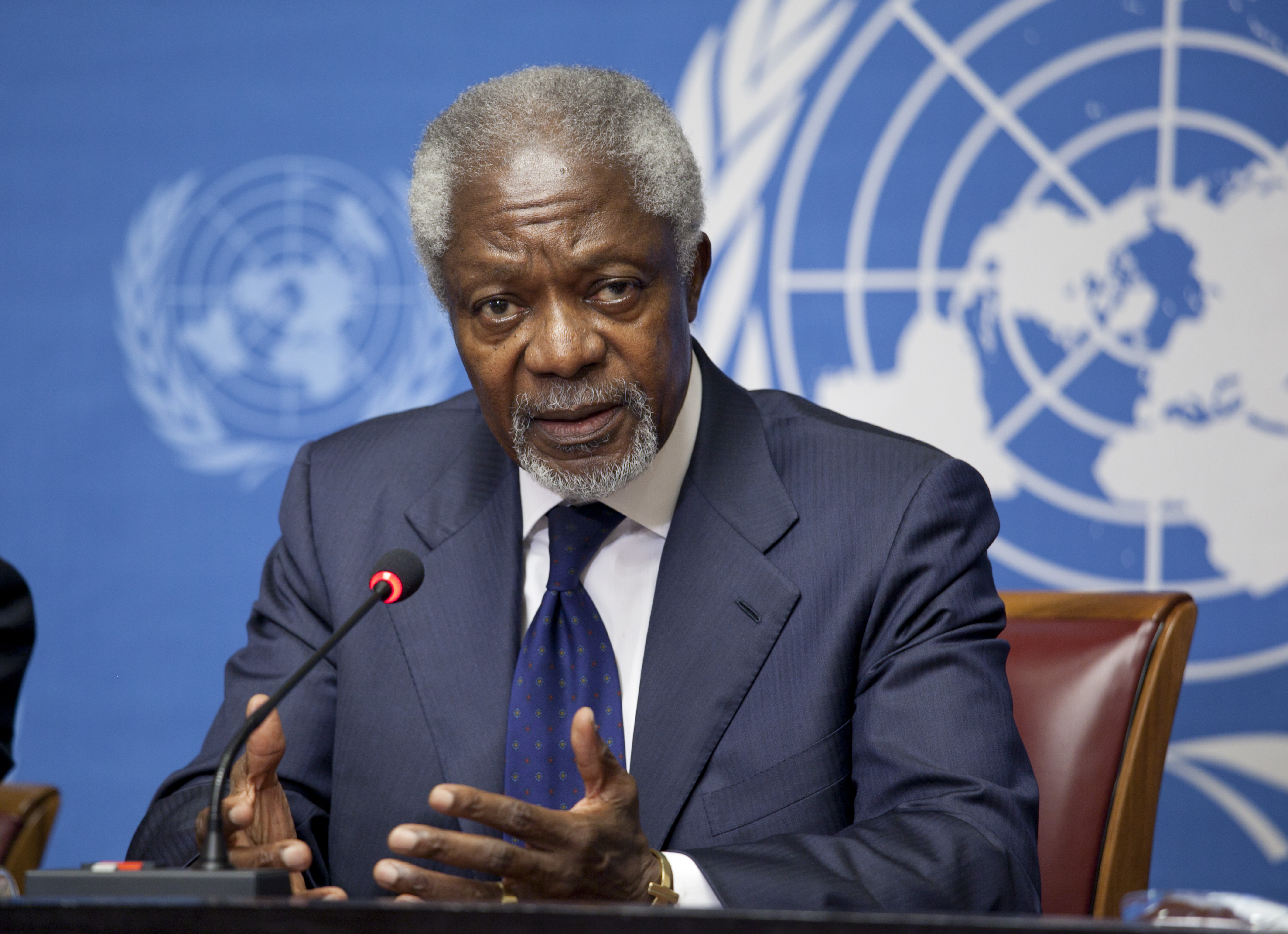
Kofi Annan a inspiré le personnage Henry Sherman.

- Henry Sherman, joué par Danny Glover, est l'ami et comptable d'Etheline depuis de nombreuses années. Il est tellement timide que lorsqu'il demande Etheline en mariage, il commence sa proposition par une longue phrase inutile sur les économies d'impôts. Il s'inquiète vraiment des intérêts d'Etheline, il est fiable, présent et responsable ce qui fait dire à Royal : « Il est tout ce que je ne suis pas[19]. » Sa femme est morte d'un cancer de l'estomac, ainsi lorsque Royal affirme être atteint de cette maladie, il met en doute ses propos et parvient rapidement à prouver que cette maladie est une invention de Royal et ce dernier est aussitôt expulsé de la maison familiale[19].

- Pagoda, joué par Kumar Pallana, est le serviteur indien de la maison Tenenbaum et l'espion de Royal. Lorsqu'Etheline et Sherman parlent de mariage, il prévient aussitôt Royal[6]. 30 ans auparavant à Calcutta, Pagoda a sauvé la vie de Royal après un coup de couteau qu'il avait lui-même donné. Ceci montre que Royal est si exaspérant qu'il inspire la colère à ceux qui l'entourent, mais aussi par son charisme, il inspire la loyauté même 30 ans après. Lorsque Pagoda le poignarde de nouveau au cours du film, nous supposons qu'il s'agit plus d'un avertissement pour Royal qu'une tentative sérieuse de le tuer et peut-être aussi que Pagoda est un assassin incompétent[6].

## Production

### Écriture du scénario
Wes Anderson avoue avoir emprunté le nom de Tenenbaum à un ami qu'il connaît depuis l'université car ce nom sonnait bien à ses oreilles. 
Anderson explique que de nombreux personnages du film, leurs personnalités, leurs tempéraments, leurs habitudes et leurs exploits, auraient facilement pu sortir des pages de vieux numéros du magazine The New Yorker.
Des auteurs du magazine comme Joseph Mitchell, A. J. Liebling, Lillian Ross, J. D. Salinger, John O'Hara, E. B. White, James Thurber, ont tous inspiré le film.
Anderson s'est aussi inspiré de George S. Kaufman et Moss Hart notamment leur pièce Vous ne l'emporterez pas avec vous. L'autobiographie de Hart Act One, ainsi que Hart et Kaufman eux-mêmes sont également des influences, tout comme les histoires de F. Scott Fitzgerald, les pièces de théâtre et le journalisme de S. N. Behrman et le film Le Feu follet de Louis Malle.
Le film est inspiré en partie par le film La Splendeur des Amberson (1942). Les deux films parlent de la gloire passée d'une famille et il y a des similitudes entre les deux maisons. L'histoire de la famille Glass de J. D. Salinger sont aussi une source d'inspiration notamment Franny et Zooey.
L'inspiration pour les personnages vient de vraies personnes qu'Owen Wilson et Anderson ont connues, des personnes qui les ont influencés dans la vie, non seulement des membres de la famille mais aussi des bons amis. Les membres de la famille Tenenbaum ne sont pas vraiment basés sur leurs familles mais sur beaucoup de personnes différentes.

### Choix des interprètes
Une fois le personnage Royal Tenenbaum créé, « Gene Hackman semblait être le seul choix pour le rôle », dit Anderson. Il lui a toujours semblé naturel de faire jouer Royal par Gene Hackman sans qu'il puisse l'expliquer précisément.
Anderson décrit son processus d'écriture : « Environ deux ans avant le début du tournage, mon agent Jim Berkus a organisé un rendez-vous avec lui. J'ai apprécié la rencontre et il était très gentil et encourageant. Il a dit qu'il serait heureux de lire le script, mais que je ne devais pas adapter le rôle spécifiquement pour lui, que c'était généralement mauvais. »
« J'ai dit à Wes de ne pas écrire le rôle spécialement pour moi », dit Hackman. « De manière générale, je n’aime pas les choses écrites pour moi – ou plutôt je n’aime pas être limité à l’idée que quelqu’un se fait de moi. Nous avons donc eu cette conversation agréable. Je lui ai dit de ne pas le faire, puis il est parti et il l'a fait quand même ! ».
Dans un premier temps, Hackman a refusé le rôle parce que le salaire était insuffisant par rapport à ses salaires habituels, puis, avec l'insistance de son agent dont il était proche et celle d'Anderson, il a fini par accepter.
Luke Wilson joue Richie, il est apparu dans les deux films précédents d'Anderson et il est le frère d'Owen Wilson. Anderson a voulu écrire un rôle plus complexe pour Luke, il sentait que celui-ci en avait le potentiel. Il a donc écrit ce rôle qui fait ressortir la douceur de Luke mais aussi une part plus sombre de sa personnalité. 
Anderson a écrit le rôle d'Etheline en pensant dès le départ à Anjelica Huston parce qu'il la trouvait bonne actrice, chaleureuse et sophistiquée et aussi il pensait qu'elle avait connu des gens comme les personnages du film. Anderson avait apprécié l'actrice dans L'Honneur des Prizzi (1985), Gens de Dublin (1987), Crimes et Délits (1989) et Les Arnaqueurs (1990). Huston a rapidement accepté le rôle car elle apprécie les deux premiers films d'Anderson Bottle Rocket et Rushmore et en lisant le script elle a aimé les interactions entre les personnages, l'aspect fantaisiste et l'humour noir. Dès qu'elle a accepté le rôle, Anderson lui a envoyé des dessins de son personnage et des photos de sa mère qui est aussi archéologue et il est allé jusqu'à lui fournir les anciennes lunettes de sa mère. Elle l'a alors étonné en lui demandant si elle devait jouer sa mère. 
Anderson voulait tourner avec Gwyneth Paltrow car il la trouvait aimable et toujours attrayante dans ses rôles et son origine d'un milieu new-yorkais sophistiqué ajouterait de la crédibilité à son rôle de Margot Tenenbaum. Paltrow a trouvé le personnage de Margot très intéressant et elle appréciait le ton et le sens de l'humour d'Anderson dans ses deux précédents films, elle a donc accepté le rôle.   
Ben Stiller semblait être le choix naturel pour jouer Chas Tenenbaum. Il était une des premières personnes à encourager Anderson et Owen Wilson après la sortie de Bottle Rocket et la colère du personnage est quelque chose que Stiller pouvait vraiment bien jouer. Il a notamment joué Monsieur Furieux dans Mystery Men (1999) et aussi un personnage secondaire, Tommy, dans la série Friends (1997), qui est sujet à des accès de rage meurtrière.
Danny Glover a été choisi car Anderson a apprécié ses rôles dans les films Witness (1985), La Rage au cœur (To sleep with anger, 1990) et Beloved (1998). Glover est plus connu pour ses rôles dans des films d'action comme la série de films L'Arme fatale, Henry Sherman, le comptable timide et maladroit portant un nœud-papillon, est éloigné de ce type de rôles mais ses bonnes manières reflètent la personnalité de Glover dans la vie.
Bill Murray a eu une expérience très positive en travaillant avec Wes Anderson sur Rushmore et il a reçu certaines des meilleures critiques de sa carrière pour sa performance. Lui et Anderson étaient donc tous deux très enthousiastes à l'idée de travailler à nouveau ensemble. Le rôle de Raleigh St. Clair a été l'occasion pour Murray de faire preuve d'humour et de révéler davantage ses capacités d'acteur dramatique. Murray se plaint en plaisantant de ne pas avoir eu un rôle de génie : « Je suis dans un film sur une famille de génies, mais je fais partie de la belle-famille. »
Le casting est complété par Owen Wilson, qui a joué un rôle important dans la carrière d'Anderson depuis le début. Ils sont amis depuis l'université et ont un sens de l'humour similaire basé plus sur les vulnérabilités des gens que sur le burlesque.

### Tournage
Le film a été tourné durant 2 mois de mars à mai 2001. Bien qu'il ait été tourné à New York, Wes Anderson a insisté sur le fait que la ville dans la fiction n'est pas New York.
Le décor est une sorte de New York dans un univers parallèle avec les styles de la fin des années 1970 et du début des années 1980.  
Environ 250 décors ont été utilisés pendant le tournage, le directeur artistique Carl Sprague a indiqué que l'équipe évitait les sites permettant d'identifier New York et modifiait les panneaux de signalisation.
La maison utilisée dans le film est située dans le quartier Hamilton Heights de Harlem à Manhattan au 339 Convent Avenue. Le propriétaire, Willie Woods, prévoyait de la rénover, mais après un arrangement financier, il a accepté de retarder les travaux de six mois pour le tournage du film.
La maison avait des avantages comme les trois chambres des enfants superposées et un toit où on pouvait installer la volière du faucon de Richie et où Margot pourrait aller fumer en cachette. Pourtant, il y avait des inconvénients. Le bâtiment était petit et instable, et les étages étaient reliés par un seul escalier branlant, qui n'allait même pas jusqu'au toit, le toit n'était accessible que par une échelle.
Il a été question de revenir au projet de tournage en studio. Murray taquine Anderson à ce sujet en faisant référence à leur tournage précédent sur le film Rushmore : « Partout où ce type va, il trouve des endroits horribles où travailler ».
Les quelques éléments manquants, une cuisine, le bureau d'Etheline et la salle de bal, ont été trouvés dans des maisons ou des bâtiments voisins.
Le toit de l'école Boys Harbor (en) surplombant Central Park a été utilisé comme lieu de tournage.
Pour le match de tennis où Richie s'effondre complètement, l'équipe a utilisé un court de Forest Hills qu'elle a rénové en le recouvrant de gazon synthétique. L'hôtel où habite Royal est le Waldorf-Astoria situé à Manhattan.
En plus du cadre urbain principal, l'histoire contient également des voyages de certains membres de la famille Tenenbaum dans différentes parties du monde. Anderson et son équipe ont réussi à créer des versions très réelles de la Jamaïque, de l'Antarctique, de l'Amazonie, de la Nouvelle-Guinée, de l'Indiana, du Dakota du Nord, de Paris et de l'Himalaya dans des endroits comme Yonkers (comté de Westchester) et le New Jersey.
Le zoo de Central Park a été utilisé comme décor pour la forêt de Nouvelle-Guinée.
Le bateau de Richie est le navire d'entraînement Kings Pointer. 
Le faucon Mordecai a été joué par trois faucons pour les gros plans et par un aigle pour les plans éloignés. À la fin du prologue, un faucon est relâché par Richie enfant puis il y a une coupure et c'est l'aigle qui est filmé en train de s'éloigner. Cet aigle était en convalescence et comme il était guéri, il a été relâché dans la nature et c'est ce moment qu'on voit dans le film. Une rumeur sur internet affirme que Mordecai a les plumes plus blanches à la fin du film parce qu'un des faucons a été perdu et qu'il a été remplacé par un oiseau plus clair. En réalité, ce changement de couleur était prévu dès le début dans le scénario. Un faucon a réellement été perdu pendant le tournage, il a été retrouvé par un homme du New Jersey qui a demandé de l'argent pour le rendre mais comme l'oiseau était bagué, l'équipe du film a pu le récupérer sans payer. 
Eric Anderson, frère du réalisateur a peint toutes les œuvres de Richie, y compris les dix-sept portraits de Margot, accrochés dans la salle de bal familiale. Luke Wilson observe à propos de son personnage : « Il n'a probablement jamais remarqué qu'il peignait Margot de façon obsessionnelle »,.
Pour les vêtements de style années 1970, la costumière Karen Patch s'est inspirée de célébrités de l'époque comme Kofi Annan ou Bjorn Borg.
L'« uniforme » contribue à renforcer l'idée que les enfants Tenenbaum ont atteint leur apogée dans l'enfance. Une grande partie de ce qu'ils sont s'est formée à ce jeune âge, ils ont les mêmes vêtements et la même coiffure à 10 ans et à 30 ans.
Anderson et Huston ont eu une relation tendue avec Hackman qui n'était pas toujours aimable sur le plateau.
Le premier jour où Hackman et Huston apparaissaient dans une scène ensemble, Huston devait le gifler. Celle-ci a dit plus tard que la gifle était réelle : « Je l'ai vraiment bien giflé. J'ai vu l'empreinte de ma main sur sa joue et j'ai pensé, il va me tuer,. »

### Musique
À l'origine, le réalisateur Wes Anderson souhaitait ouvrir le film avec le célèbre Hey Jude des Beatles. La mort du guitariste George Harrison l'empêcha de négocier les droits du morceau. Il songea alors à Elliott Smith pour enregistrer une reprise du morceau. Malheureusement, les problèmes de drogue et la dépression, dont souffrait le chanteur en 2001, contraignirent le réalisateur à confier la reprise à Mutato Muzika Orchestra.
Elliott Smith marque toutefois la bande originale du film par son Needle in the Hay, qui figurait sur son second album solo éponyme. On entend ce titre lorsque Richie Tenenbaum s'ouvre les veines dans la salle de bain.
La musique originale est composée par Mark Mothersbaugh.
Le film utilise aussi des morceaux et compositions préexistantes d'artistes variés : Nick Drake, Van Morrison, Lou Reed, The Rolling Stones, The Beatles, Ramones, The Clash, Elliott Smith, Maurice Ravel, Erik Satie et Antonio Vivaldi.
Une première version CD de la bande originale sort en 2001.
1. 111 Archer Avenue de Mark Mothersbaugh
2. These Days de Nico
3. Quatuor à cordes (Second mouvement) de Maurice Ravel, joué par le Quatuor Ysaÿe
4. Lindbergh Palace Hotel Suite de Mark Mothersbaugh
5. Wigwam (en) de Bob Dylan
6. Look at That Old Grizzly Bear de Mark Mothersbaugh
7. Lullaby de Emitt Rhodes
8. Mothersbaugh's Canon de Mark Mothersbaugh
9. Police & Thieves de The Clash
10. Scrapping and Yelling de Mark Mothersbaugh
11. Judy Is a Punk de Ramones
12. Pagoda's Theme de Mark Mothersbaugh
13. Needle in the Hay de Elliott Smith
14. Fly de Nick Drake
15. I Always Wanted to Be a Tenenbaum de Mark Mothersbaugh
16. Christmas Time Is Here de Vince Guaraldi Trio
17. Stephanie Says de The Velvet Underground
18. Rachel Evans Tenenbaum (1965-2000) de Mark Mothersbaugh
19. Sparkplug Minuet de Mark Mothersbaugh
20. The Fairest of the Seasons de Nico

Une version CD allongée de la bande originale sort en 2002.
1. 111 Archer Avenue de Mark Mothersbaugh
2. These Days de Nico
3. Quatuor à cordes (Second mouvement) de Maurice Ravel, joué par le Quatuor Ysaÿe
4. Me and Julio Down By the Schoolyard interprété par Paul Simon
5. Sonate pour violon et piano no 1 de George Enescu, interprété par Mutato Muzika Orchestra
6. Wigwam (en) de Bob Dylan
7. Look at That Old Grizzly Bear de Mark Mothersbaugh
8. Look at Me par John Lennon
9. Lullaby de Emitt Rhodes
10. Mothersbaugh's Canon de Mark Mothersbaugh
11. Police & Thieves de The Clash
12. Scrapping and Yelling de Mark Mothersbaugh
13. Judy Is a Punk de Ramones
14. Pagoda's Theme de Mark Mothersbaugh
15. Needle in the Hay de Elliott Smith
16. Fly de Nick Drake
17. I Always Wanted to Be a Tenenbaum de Mark Mothersbaugh
18. Christmas Time Is Here de Vince Guaraldi Trio
19. Stephanie Says de The Velvet Underground
20. Rachel Evans Tenenbaum (1965-2000) de Mark Mothersbaugh
21. Sparkplug Minuet de Mark Mothersbaugh
22. The Fairest of the Seasons de Nico
23. Hey Jude de The Beatles, interprété par Mutato Muzika Orchestra

## Accueil

### Accueil critique
La Famille Tenenbaum est apprécié par la critique, obtenant 80 % de commentaires positifs sur Rotten Tomatoes pour une note moyenne de 7,50/10 et une note de 76 % sur le site Metacritic. Rotten Tomatoes résume les critiques ainsi : « La Famille Tenenbaum est une charmante comédie pour adultes avec de nombreuses bizarreries et de l'émotion. De nombreux critiques ont particulièrement salué la performance d'Hackman,. »
Le magazine L'Express est enthousiasmé par le film, il le qualifie de « comédie brillante, intelligente, élégante et mélancolique » et considère Wes Anderson comme « un véritable petit génie, dont l'inventivité et la richesse de l'univers laissent pantois. » Rick Groen du journal canadien The Globe and Mail considère que c'est un très bon film, il en apprécie notamment l'écriture originale et l'humour particulier.
Ben Falk de la BBC adore le film : « Drôle, touchant, intelligent, étrange ... eh bien, arrêtons-nous avant de manquer de superlatifs. Autant dire qu'il est peu probable que vous voyiez un film meilleur ou plus original cette année,. »
Serge Kaganski des Inrockuptibles a un avis mitigé, il trouve le film « un peu trop gentillet et esthétiquement m'as-tu-vu » mais il salue les prestations de Gene Hackman et Kumar Pallana qui joue son serviteur indien.
Le journal La Libre Belgique considère que le film est « une comédie humaine incongrue mais bien sentie, au-delà d'un bavardage parfois excessif et de quelques coquetteries. »
Andrew Sarris du journal britannique The Observer apprécie peu le film : « M. Anderson ne manque pas d'habileté et d'ingéniosité en tant que réalisateur, mais il en faut plus pour produire un film dramatiquement et émotionnellement satisfaisant,. »
Kenneth Turan du Los Angeles Times n'aime pas le film qu'il trouve trop détaché de la réalité :  « il est rare, franchement, de voir un film qui vit dans son propre monde aussi complètement que celui-ci. C’est comme aller à une fête où tout le monde parle une version incompréhensible d’une langue familière,. »
Didier Péron déteste le film et écrit dans le journal Libération : « Rarement film aura provoqué un tel ennui vaguement distingué, comme si on mettait deux heures à explorer consciencieusement une totale impasse esthétique. »

### Box-office et avis des spectateurs
Le film est un succès au box-office, il rapporte environ 70 000 000 $ de recettes au niveau mondial et reste le plus grand succès d'Anderson durant plus de 10 ans avant d'être battu par The Grand Budapest Hotel en 2014 avec plus de 170 000 000 $ de recettes.
Le film est très apprécié par les spectateurs : sur IMDb, le film obtient une note moyenne de 7,6/10 basée sur les notes de plus de 267 000 utilisateurs. Sur Rotten Tomatoes, le film recueille un avis positif de 89 % des spectateurs avec une note moyenne de 4,2/5 basée sur les notes de plus de 250 000 utilisateurs.
Sur AlloCiné, le film obtient une note moyenne de 3,4/5 basée sur les notes de plus de 4 900 utilisateurs.

### Distinctions
Le film a été nommé ou sélectionné pour plus de 50 prix et a obtenu 11 récompenses.

#### Récompenses
- Golden Globes 2002 : meilleur acteur dans une comédie ou un film musical pour Gene Hackman
- National Society of Film Critics Awards 2002 :  meilleur acteur pour Gene Hackman
- Chicago Film Critics Association Awards 2002 : meilleur acteur pour Gene Hackman
- American Film Institute Awards 2002 : meilleur acteur pour Gene Hackman
- Costume Designers Guild Awards 2002 : meilleurs costumes dans un film contemporain pour Karen Patch

#### Nominations et sélections
- Berlinale 2002 : en compétition pour l'Ours d'or
- British Academy Film Awards 2002 : meilleur scénario original pour Wes Anderson et Owen Wilson
- Oscars 2002 : meilleur scénario original pour Wes Anderson et Owen Wilson

## Analyse

### Le style Anderson
Dans Rushmore, Anderson utilisait déjà des annotations à l'écran pour donner des explications, il utilise encore plus ce procédé dans les Tenenbaum notamment au début du film pour expliquer les talents des enfants.